# Aéroport international de Trivandrum
L'aéroport international de Trivandrum (code IATA : TRV • code OACI : VOTV) est situé à 4 km au sud de Trivandrum. Cet aéroport est l'un des plus importants du Kerala, le huitième de l'Inde.

## Usage
L'aéroport de Trivandrum est aussi utilisé par la Force aérienne indienne et les garde-côtes.

## Situation
| \| 300 km1:23 714 000 \| Delhi Bombay Madras Bangalore Calcutta Hyderabad Cochin Ahmedabad Goa Pune Thiruvananthapuram Calicut Lucknow Guwahati Srinagar Jaipur Bhubaneswar Coimbatore Nagpur Indore Mangalore Visakhapatnam Patna Amritsar Chandigarh Tiruchirappalli Jammu Raipur Bénarès Agartala Port Blair Vadodara Imphal Bagdogra Madurai Bhopal Ranchi Aurangabad Udaipur Leh Tirupati Rajkot Jodhpur Dehradun Dibrugarh Silchar Gaya Cannanore Vijayawada Surate Durgapur Jamnagar Belagavi Hubli-Dharwad Khajurâho Nanded Aizawl Dimapur Agra Bathinda |
| 300 km1:23 714 000 |

## Statistiques
Pour des raisons techniques, il est temporairement impossible d'afficher le graphique qui aurait dû être présenté ici.

Voir la requête brute et les sources sur Wikidata.

## Compagnies aériennes

### Passagers
| Compagnies         | Destinations | Refs.             |
| ------------------ | --- | ----------------- |
| Air Arabia         | Charjah | [réf. nécessaire] |
| Air India          | Bangalore-Kempegowda, Madras (Chennai), Delhi-Indira Gandhi, Cochin, Malé Velana, Bombay-Chhatrapati-Shivaji, Riyad-roi Khaled, Charjah                                          | [réf. nécessaire] |
| Air India Express  | Abou Dabi, Madras (Chennai), Dubaï, Cochin, Kozhikode-Calicut, Mascate, Charjah                                                                                                  | [réf. nécessaire] |
| Emirates           | Dubaï | [réf. nécessaire] |
| Etihad Airways     | Abou Dabi |                   |
| Gulf Air           | Manama-Bahreïn | [réf. nécessaire] |
| IndiGo             | Bangalore-Kempegowda, Madras (Chennai), Delhi-Indira Gandhi, Dubaï, Doha-Hamad, Goa-Dabolim, Hyderabad-R. Gandhi, Imphāl, Cannanore, Cochin, Bombay-Chhatrapati-Shivaji, Charjah | [réf. nécessaire] |
| Kuwait Airways     | Koweït | [réf. nécessaire] |
| Maldivian          | Hanimaadhoo, Malé Velana | [réf. nécessaire] |
| Malindo Air        | Kuala Lumpur | [réf. nécessaire] |
| Oman Air           | Mascate | [réf. nécessaire] |
| Qatar Airways      | Doha-Hamad | [réf. nécessaire] |
| Scoot              | Singapour-Changi | [ 1 ]             |
| SpiceJet           | Bangalore-Kempegowda | [réf. nécessaire] |
| SriLankan Airlines | Colombo-Bandaranaike | [réf. nécessaire] |

Édité le 19/04/2019

### Cargo
| Compagnies          | Destinations      |
| ------------------- | ----------------- |
| FirstAir            | Colombo           |
| Qatar Airways Cargo | Colombo, Doha     |
| Saudia Cargo        | Dammam, Hong-Kong |
| SriLanka Cargo      | Colombo           |

## Galerie

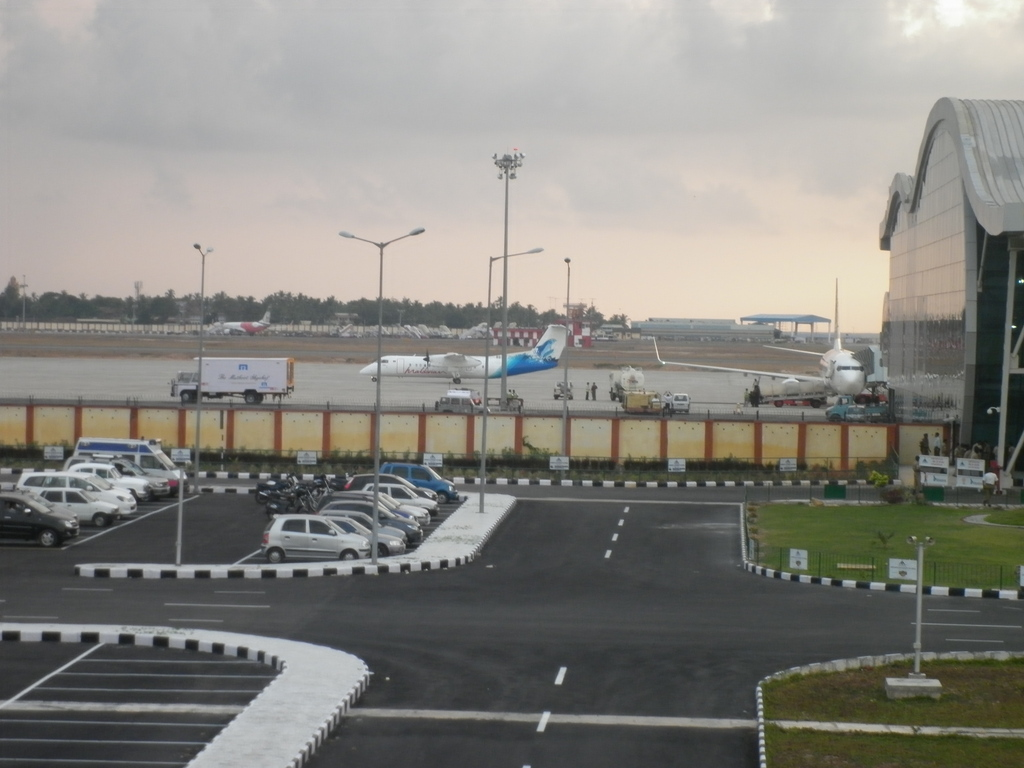
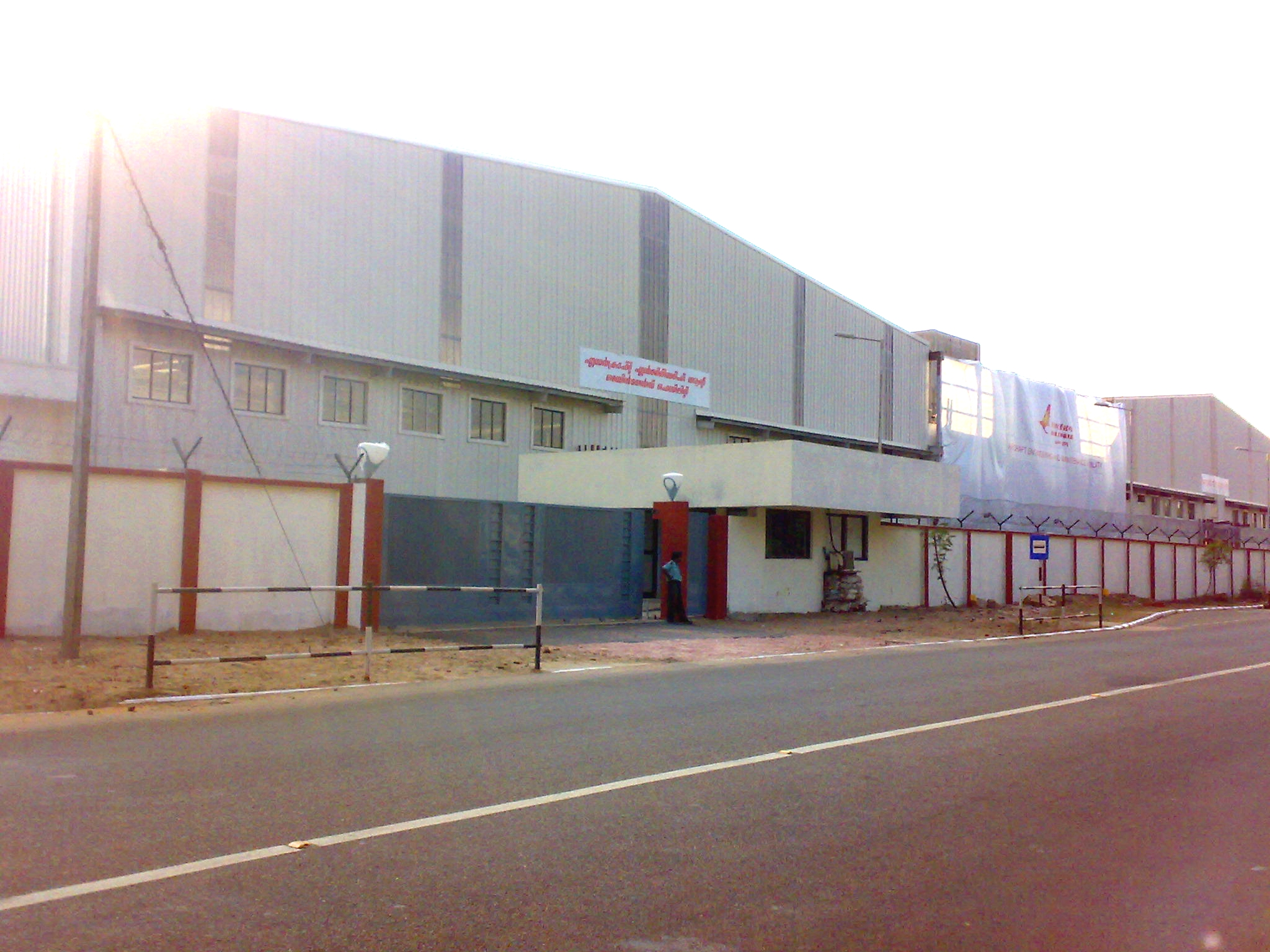
Hangar de maintenance.
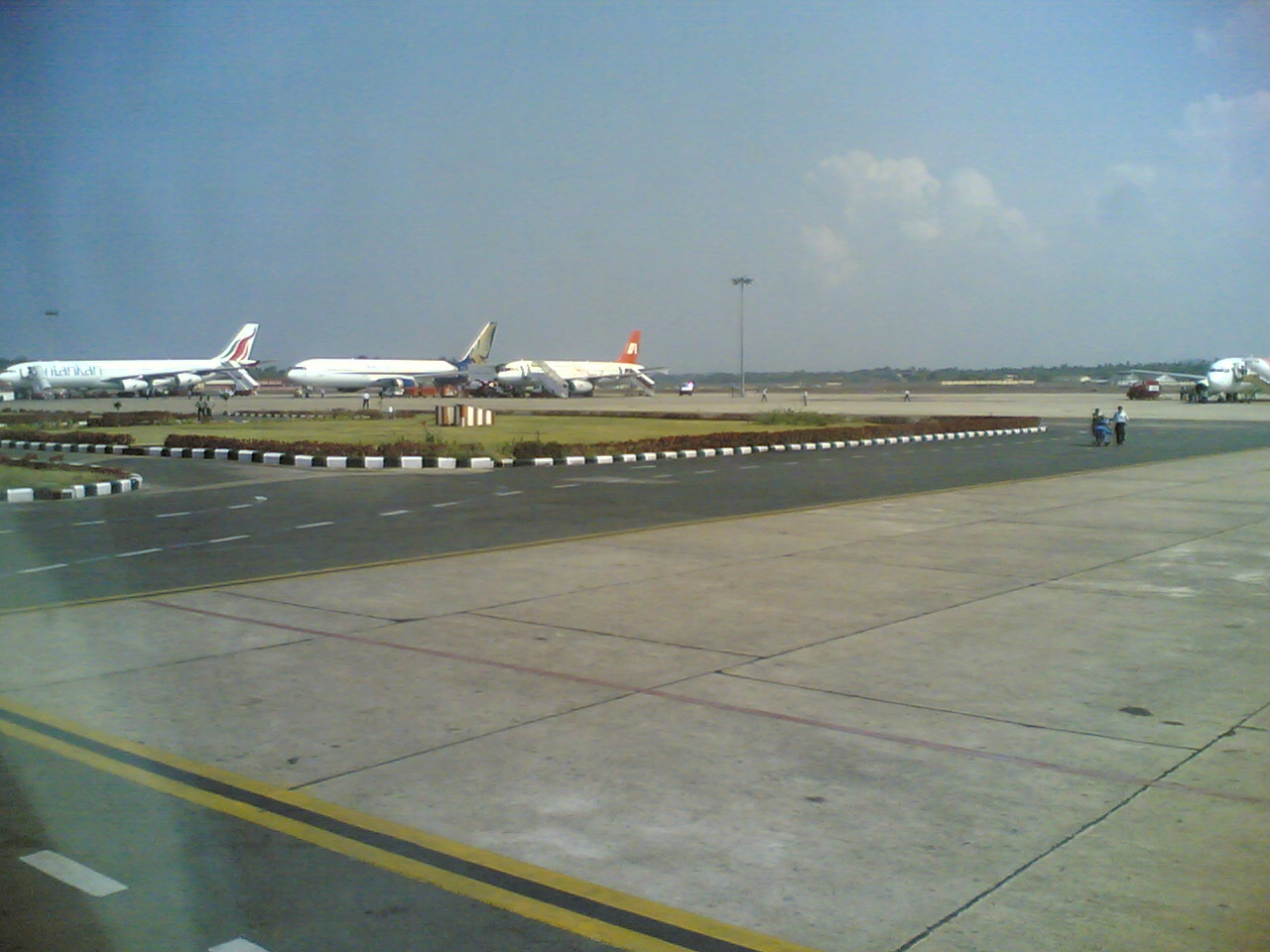
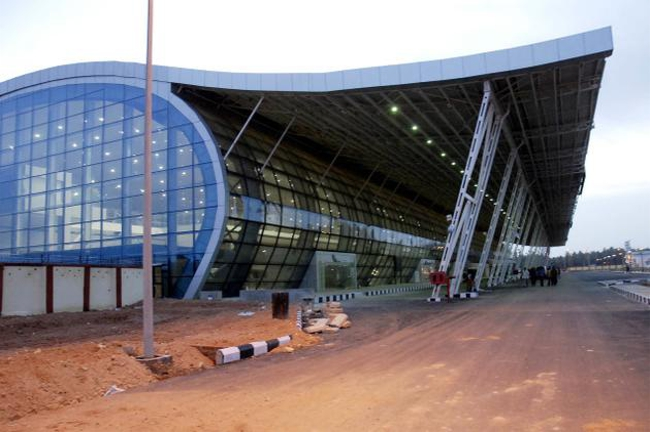
Le terminal 3.